# رومان فالنت
رومان فالنت مواليد 8 يوليو 1983 في زيورخ، هو لاعب كرة مضرب سويسري بدأ مسيرته كمحترف سنة 2001 يلعب باليد اليمنى. أعلى تصنيف له في الفردي كان المركز الـ 300 في سنة 2003.

## الأداء في البطولات الكبرى
| جراند سلام للناشئين |    |    |
| أستراليا المفتوحة   | غ  | ت  |
| فرنسا المفتوحة      | د1 | د1 |
| ويمبلدون            | د3 | ف  |
| أمريكا المفتوحة     | د1 | غ  |

## روابط خارجية
- رومان فالنت على موقع رابطة محترفي التنس (الإنجليزية)
- رومان فالنت على موقع الاتحاد الدولي لكرة المضرب (الإنجليزية)
- رومان فالنت على موقع خلاصة التنس.كوم (الإنجليزية)
- رومان فالنت على موقع إي إس بي إن.كوم (الإنجليزية)